# Cryptocephalus excisus
Cryptocephalus excisus là một loài bọ cánh cứng trong họ Chrysomelidae. Loài này được Seidlitz miêu tả khoa học năm 1872.